# Jorge Lorenzo

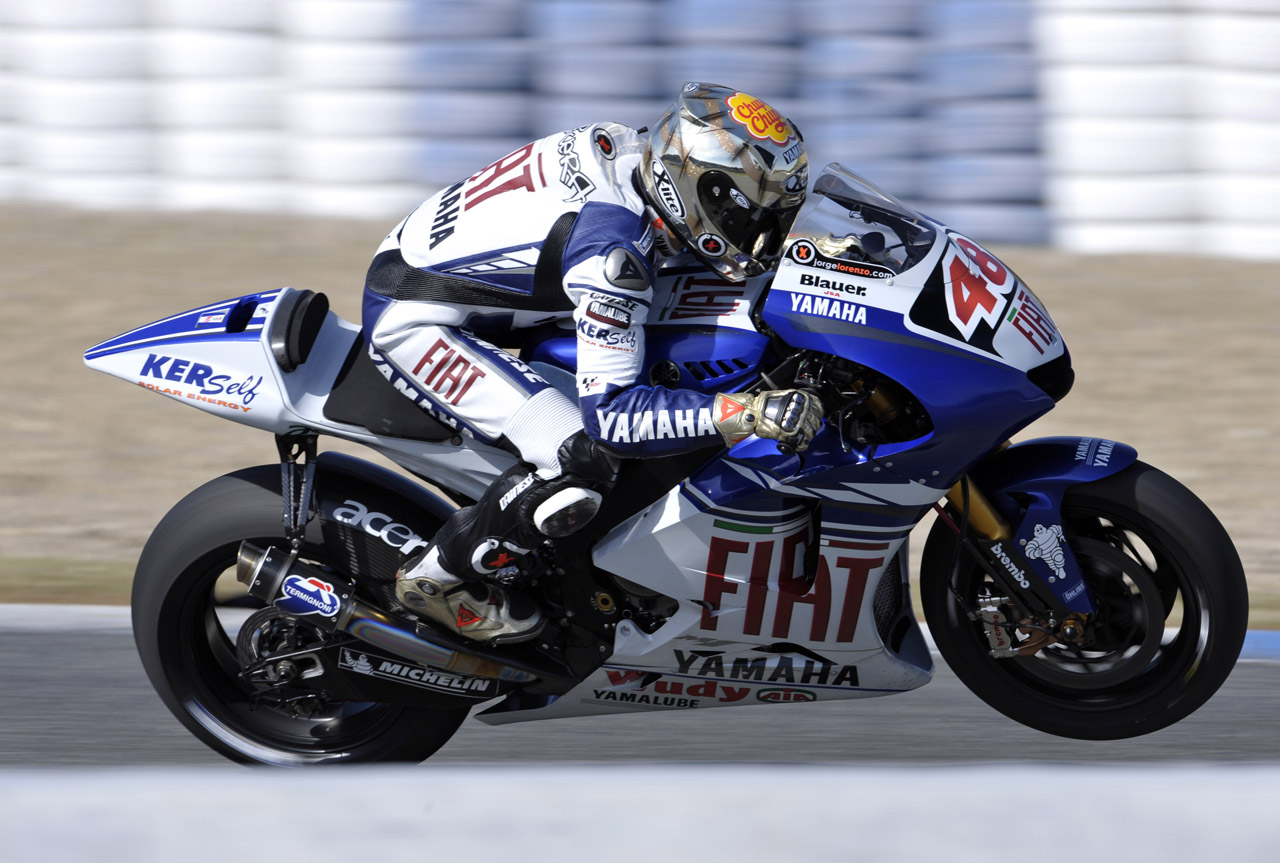
Jorge Lorenzo 2008

Jorge Lorenzo, född 4 maj 1987 i Palma de Mallorca, är en spansk roadracingförare tidigare aktiv i världsmästerskapen i Grand Prix Roadracing från 2002 till 2019. Han blev världsmästare i MotoGP 2010, 2012 och 2015 för Yamaha Factory Racing och i 250GP 2006 och 2007 för Fortuna Aprilia. Han körde i MotoGP-klassen från 2008 till sin pensionering 2019. De nio första åren för Yamaha-teamet där han nådde sina största framgångar, 2017 och 2018 för Ducati Corse och 2019 för Repsol Honda.

## Karriär

### 125GP
Lorenzo debuterade i 125-klassen säsongen 2002. Han körde där i tre år för Derbi med en 4:e plats i VM som bästa säsong Roadracing-VM 2004.

### 250GP
Roadracing-VM 2005 debuterade Lorenzo i 250GP för Honda. Till Roadracing-VM 2006 bytte han stall och märke till Aprilia. Han vann VM i 250GP efter åtta Gran Prix-segrar. 
Lorenzo stannade trots rykten om en plats i MotoGP i 250GP-klassen och hos Fortuna Aprilia säsongen 2007. Han inledde säsongen strålande med fyra segrar på fem race och släppte sedan aldrig ledningen i mästerskapet, även om Andrea Dovizioso skuggade. VM-titeln säkrades i näst sista deltävlingen i Malaysia. Han vann nio race, alla från pole position.

### MotoGP säsongen 2008
Lorenzo bytte klass till MotoGP och blev stallkamrat med Valentino Rossi i Fiat Yamaha. Säsongen började mycket bra för Lorenzo med pole position och pallplats i de två första racen. I det tredje, Portugals Grand Prix, tog han åter pole och lyckades ta sin första seger i MotoGP-klassen. I det fjärde kraschade han våldsamt på träningen inför Kinas Grand Prix och bröt foten, och skadade den andra ankeln. Trots det körde han tävlingen, och blev fyra, vilket han följde upp med en andraplats i Frankrike, trots oförmåga att gå ifrån cykeln själv. Lorenzo slutade fyra i VM-tabellen.

### Säsongen 2009
Efter läroåret 2008 i MotoGP var Lorenzo redo att sikta på VM-titeln. Det blev en hård kamp med team-kollegan Rossi som tog sex GP-vinster mot Lorenzos fyra. Rossi kunde skaffa sig ett poängövertag mot slutet av säsongen och ta hem titeln före Lorenzo.

### Säsongen 2010
VM-serien 2010 började som föregående år med en kamp mellan Yamaha-förarna Lorenzo och Rossi. Men sedan Rossi kraschat och brutit skenbenet vid Italiens Grand Prix var det endast Hondaföraren Dani Pedrosa som utgjorde ett hot för VM-titeln. Lorenzos höga lägstanivå, han kom i mål i alla tävlingar och var aldrig sämre än fyra, gjorde att hans ledning var betryggande och Lorenzo kunde säkra titeln i säsongens 14:e av 18 deltävlingar. Han vann hälften av alla Grand Prix, nio stycken.

### Säsongen 2011
Lorenzo började försvaret av VM-titeln bra med två andraplatser och en seger i säsongens tre första GP. Sedan tog Hondas Casey Stoner över. Med tre tävlingar kvar (maximalt 75 poäng) låg Lorenzo 40 poäng efter Stoner. Lorenzo skadade sig och kunde inte köra de tre sista deltävlingarna. Poängsumman räckde dock till en andraplats i världsmästerskapen. Lorenzo tog 10 pallplatser, varav 3 segrar säsongen 2011.

### Säsongen 2012
Lorenzo tog ett stadigt grepp om ledningen med fyra segrar och två andraplatser i de sex första racen. Sedan blev han avkörd av Bautista i Assen och Hondaförarna Stoner och Pedrosa närmade sig igen. Stoners försök att försvara VM-titeln förstördes av skador. Pedrosa vann dock tre GP i rad med Lorenzo som tvåa i samtliga. Lorenzos ledning var nere i 13 poäng inför San Marinos Grand Prix. Där var det dock Pedrosas tur att köras omkull av en annan förare. Lorenzo vann deltävlingen och kunde sedan säkra VM-titeln med ytterligare fyra andraplatser. Förutom de två deltävlingar han bröt var Lorenzo antingen etta (fem gånger) eller tvåa (tio gånger).

### Säsongen 2013
Lorenzo fortsatte i Yamaha Factory Racing, nu med Valentino Rossi som stallkamrat. Säsongen började bra med seger i Qatar och två tredjeplatser innan en sjundeplats i Frankrike gav Hondaförarna Dani Pedrosa och Marc Márquez ett övertag. Efter segrar i Italien och Katalonien för Lorenzo var dock Pedrosas ledning bara 7 poäng. På torsdagsträningen på Assen kastades Lorenzo av motorcykeln i banans snabbaste kurva och bröt vänster nyckelben. Han flögs till Barcelona för operation och återvände på fredagen och tilläts efter medicinska kontroller att köra tävlingen på lördagen. Sensationellt nog lyckades han bli femma och förlorade bara två poäng mot Pedrosa. På träningen inför Tysklands Grand Prix två veckor senare gjorde dock Lorenzo en ny highsider, landade på vänster axel och bockade till platinaplåten som höll ihop nyckelbenet. En ny operation var nödvändig och denna gång kunde inte Lorenzo tävla. Även Pedrosa skadade nycklebenet och fick avstå tävlingen. De närmast följande racen kunde varken Lorenzo eller Pedrosa prestera fullt och Marquez skaffade sig ett övertag i VM-tabellen. Lorenzos starka avslutning av säsongen samtidigt som Marquez fick noll poäng i Australien gjorde att dennes ledning krympte till 13 poäng inför säsongens sista Grand Prix i Valencia. Där tog Lorenzo ledningen och försökte att köra såpass långsamt att andra förare skulle kunna blanda sig i striden om placeringar. Då det inte tycktes ge något resultat körde Lorenzo ifrån till seger, men eftersom Marquez lätt tog en tredjeplats förlorade Lorenzo VM-titeln med endast fyra poäng.

### Säsongen 2014
Säsongen inleddes bedrövligt för Lorenzo. Han vurpade i ledning på första varvet i Qatar och gjorde en grov tjuvstart i Austin. Samtidigt vann Márquez de 10 första tävlingarna. Andra halvan av säsongen blev bättre för Lorenzo. Han tog nio raka pallplatser, däribland segrarna i Aragonien och Japan. Det räckte till en tredjeplats i VM efter Marc Márquez och stallkamraten Valentino Rossi.

### Säsongen 2015
Lorenzo fortsatte i Yamaha Factory Racing. De tre första tävlingarna kom han utanför prispallen, men vann sedan de fyra följande med ledning från start till mål. Säsongen 2015 blev en kamp mellan Yamahaförarna Lorenzo och Rossi om VM-titeln. Lorenzo tog ledningen efter segern i Tjeckien. De hade då samma poäng men Lorenzo hade fler segrar. Rossi återtog ledningen och höll den med några få poängs marginal till säsongens sista Grand Prix i Valencia. Rossi tvangs starta från sista startledet eftersom han hade dömts för att ha orsakat Márquez krasch i näst sista deltävlingen i Sepang. Lorenzo stod i pole position och ledde loppet från start till mål och vann knappt före Hondaförarna Marquéz och Pedrosa. Rossi körde upp sig till fjärde plats men det var ej tillräckligt. Lorenzo blev världsmästare med fem poängs marginal.

### Säsongen 2016
Jorge Lorenzo inledde försvaret av sin VM-titel med seger i Qatars GP. Han vurpade i Argentina men tog sedan två raka andraplatser och därefter två raka segrar, Frankrike och Italien. Han ledde VM med 10 poäng före Marc Márquez men därefter gick säsongen nedåt. Lorenzo blev påkörd i Kataloniens GP och fick bryta. Det inledde en lång serie utan seger för Lorenzo. Han hade problem att finna fäste med Michelindäcken i kallt väder och vid regn - förhållanden som rådde i många av säsongens deltävlingar. Lorenzo skrev på för att köra för Ducati 2017. Han avslutade sina nio år hos Yamaha med att ta pole position, snabbaste varv och raceseger från start till mål vid säsongsfinalen i Valencia.

### Säsongen 2017
Lorenzo hade svårt att anpassa sin körstil till Ducatin som hade en annan karaktärestik än Yamahan han var van vid. Han kom dock på tredje plats i Spaniens GP men resultaten vände sedan nedåt igen. Mot slutet av säsongen blev Lorenzo allt mer konkurrensmässig och tog två pallplatser. Det räckte till en sjundeplats i VM. Säsongen 2017 var första året sedan 2005 som Lorenzo inte vann något Grand Prix. Han fortsatte hos Ducati Corse 2018.

### Säsongen 2018
Lorenzo startade säsongen svagt utanför de tio bästa de första racen. Det blev något bättre vid Frankrikes Grand Prix, säsongens femte, där Lorenzo kom sexa. Därefter kom Ducatis hemmatävling, Italiens Grand Prix. Lorenzo kvalade in i första startled och körde sedan ifrån konkurrenterna. Han vann med sex sekunder över stallkamraten Dovizioso. Lorenzo vann därefter Kataloniens Gran Prix i samma stil. Då hace det offentliggjorts att Lorenzo inte skulle köra för Ducati nästa år utan istället tecknat konrakt med Repsol Honda att köra för de 2019-2020. Efter ett par tävlingar med sämre resultat kom Lorenzo tvåa i Tjeckien efter Dovizioso. I Österrike var rollerna omvända. I San Marino  kraschade Lorenzo på näst sista varvet då han låg tvåa. I Aragonien stod Lorenzo i pole position men  kraschade i första kurvan och skadade sig. Något han anklagade kommande stallkamraten Marc Márquez att ha orsakat. Därmed hade en lång serie skador inletts för Lorenzo. Han kraschade igen på träningen inför Thailands GP och fick avstå resten av säsongen utom avslutningen i Valencia.

### Säsongen 2019
Lorenzo började försäsongen hos nya teamet Repsol Honda skadad. Han missade testet i Sepang på grund av operation. Han inledde säsongen med att placera sig utanför topp tio de fem första deltävlingarna. Det såg bättre ut i Kataloniens Grand prix då han låg femma på första varvet, men bromsade omkull och tog ut tre andra förare. Sedan skadade han sig på testet efter tävlingen och några dagar senare  kraschade han på Assen och kördes till sjukhus med frakturer på två ryggkotor. Lorenzo missade fyra Grand Prix och var betydligt långsammare när han kom tillbaka. Inför säsongens sista GP meddelade Lorenzo att han inte skulle fullfölja sitt kontrakt med Honda 2020 utan istället sluta med racing. Valencias Grand Prix var hans sista sade Lorenzo.

## VM-säsonger
| Säsong | Klass  | VM- plac. | Poäng | 1/2/3- plac. | Starter | Motorcykel | Team                     | Startnr |
| ------ | ------ | --------- | ----- | ------------ | ------- | ---------- | ------------------------ | ------- |
| 2002   | 125GP  | 21        | 21    | - / - / -    | 14      | Derbi      | Caja Madrid Derbi Racing | 48      |
| 2003   | 125GP  | 12        | 79    | 1 / - / -    | 16      | Derbi      | Caja Madrid Derbi Racing | 48      |
| 2004   | 125GP  | 4         | 179   | 3 / 1 / 3    | 16      | Derbi      | Caja Madrid Derbi Racing | 48      |
| 2005   | 250GP  | 5         | 167   | - / 4 / 2    | 15      | Honda      | Fortuna Honda            | 48      |
| 2006   | 250GP  | 1         | 289   | 8 / 1 / 2    | 16      | Aprilia    | Fortuna Aprilia          | 48      |
| 2007   | 250GP  | 1         | 312   | 9 / 1 / 2    | 17      | Aprilia    | Fortuna Aprilia          | 1       |
| 2008   | MotoGP | 4         | 190   | 1 / 3 / 2    | 17      | Yamaha     | Fiat Yamaha              | 48      |
| 2009   | MotoGP | 2         | 261   | 4 / 5 / 3    | 17      | Yamaha     | Fiat Yamaha              | 99      |
| 2010   | MotoGP | 1         | 383   | 9 / 5 / 2    | 18      | Yamaha     | Fiat Yamaha              | 99      |
| 2011   | MotoGP | 2         | 260   | 3 / 6 / 1    | 15      | Yamaha     | Yamaha Factory Racing    | 1       |
| 2012   | MotoGP | 1         | 350   | 6 / 10 / -   | 18      | Yamaha     | Yamaha Factory Racing    | 99      |
| 2013   | MotoGP | 2         | 330   | 8 / 1 / 5    | 17      | Yamaha     | Yamaha Factory Racing    | 99      |
| 2014   | MotoGP | 3         | 263   | 2 / 6 / 3    | 18      | Yamaha     | Movistar Yamaha MotoGP   | 99      |
| 2015   | MotoGP | 1         | 330   | 7 / 3 / 2    | 18      | Yamaha     | Movistar Yamaha MotoGP   | 99      |
| 2016   | MotoGP | 3         | 233   | 4 / 3 / 3    | 18      | Yamaha     | Movistar Yamaha MotoGP   | 99      |
| 2017   | MotoGP | 7         | 137   | - / 1 / 2    | 18      | Ducati     | Ducati Team              | 99      |
| 2018   | MotoGP | 9         | 134   | 3 / 1 / -    | 14      | Ducati     | Ducati Team              | 99      |
| 2019   | MotoGP | 19        | 28    | - / - / -    | 15      | Honda      | Repsol Honda             | 99      |

## Statistik MotoGP
Uppdaterad till 2018-08-13.
| Nr | Grand Prix     | År   |
| -- | -------------- | ---- |
| 1  | Portugal       | 2008 |
| 2  | Japan          | 2009 |
| 3  | Frankrike      | 2009 |
| 4  | Indianapolis   | 2009 |
| 5  | Portugal       | 2009 |
| 6  | Spanien        | 2010 |
| 7  | Frankrike      | 2010 |
| 8  | Storbritannien | 2010 |
| 9  | TT Assen       | 2010 |
| 10 | Katalonien     | 2010 |
| 11 | USA            | 2010 |
| 12 | Tjeckien       | 2010 |
| 13 | Portugal       | 2010 |
| 14 | Valencia       | 2010 |
| 15 | Spanien        | 2011 |
| 16 | Italien        | 2011 |
| 17 | San Marino     | 2011 |
| 18 | Qatar          | 2012 |
| 19 | Frankrike      | 2012 |
| 20 | Katalonien     | 2012 |
| 21 | Storbritannien | 2012 |
| 22 | Italien        | 2012 |
| 23 | San Marino     | 2012 |
| 24 | Qatar          | 2013 |
| 25 | Italien        | 2013 |
| 26 | Katalonien     | 2013 |
| 27 | Storbritannien | 2013 |
| 28 | San Marino     | 2013 |
| 29 | Australien     | 2013 |
| 30 | Japan          | 2013 |
| 31 | Valencia       | 2013 |
| 32 | Aragonien      | 2014 |
| 33 | Japan          | 2014 |
| 34 | Spanien        | 2015 |
| 35 | Frankrike      | 2015 |
| 36 | Italien        | 2015 |
| 37 | Katalonien     | 2015 |
| 38 | Tjeckien       | 2015 |
| 39 | Aragonien      | 2015 |
| 40 | Valencia       | 2015 |
| 41 | Qatar          | 2016 |
| 42 | Frankrike      | 2016 |
| 43 | Italien        | 2016 |
| 44 | Valencia       | 2016 |
| 45 | Italien        | 2018 |
| 46 | Katalonien     | 2018 |
| 47 | Österrike      | 2018 |

| Nr | Grand Prix       | År   |
| -- | ---------------- | ---- |
| 1  | Qatar            | 2008 |
| 2  | Frankrike        | 2008 |
| 3  | San Marino       | 2008 |
| 4  | Italien          | 2009 |
| 5  | Katalonien       | 2009 |
| 6  | TT Assen         | 2009 |
| 7  | Tyskland         | 2009 |
| 8  | San Marino       | 2009 |
| 9  | Qatar            | 2010 |
| 10 | Italien          | 2010 |
| 11 | Tyskland         | 2010 |
| 12 | San Marino       | 2010 |
| 13 | Australien       | 2010 |
| 14 | Qatar            | 2011 |
| 15 | Portugal         | 2011 |
| 16 | Katalonien       | 2011 |
| 17 | Tyskland         | 2011 |
| 18 | Förenta staterna | 2011 |
| 19 | Japan            | 2011 |
| 20 | Spanien          | 2012 |
| 21 | Portugal         | 2012 |
| 22 | Tyskland         | 2012 |
| 23 | Förenta staterna | 2012 |
| 24 | Indianapolis     | 2012 |
| 25 | Tjeckien         | 2012 |
| 26 | Aragonien        | 2012 |
| 27 | Japan            | 2012 |
| 28 | Malaysia         | 2012 |
| 29 | Australien       | 2012 |
| 30 | Aragonien        | 2013 |
| 31 | Italien          | 2014 |
| 32 | Indianapolis     | 2014 |
| 33 | Tjeckien         | 2014 |
| 34 | Storbritannien   | 2014 |
| 35 | San Marino       | 2014 |
| 36 | Australien       | 2014 |
| 37 | Indianapolis     | 2015 |
| 38 | Australien       | 2015 |
| 39 | Malaysia         | 2015 |
| 40 | Amerika          | 2016 |
| 41 | Spanien          | 2016 |
| 42 | Aragonien        | 2016 |
| 43 | Malaysia         | 2017 |
| 44 | Tjeckien         | 2018 |

| Nr | Grand Prix   | År   |
| -- | ------------ | ---- |
| 1  | Spanien      | 2008 |
| 2  | Indianapolis | 2008 |
| 3  | Qatar        | 2009 |
| 4  | USA          | 2009 |
| 5  | Valencia     | 2009 |
| 6  | Indianapolis | 2010 |
| 7  | Malaysia     | 2010 |
| 8  | Aragonien    | 2011 |
| 9  | Amerikas GP  | 2013 |
| 10 | Spanien      | 2013 |
| 11 | Indianapolis | 2013 |
| 12 | Tjeckien     | 2013 |
| 13 | Malaysia     | 2013 |
| 14 | Argentina    | 2014 |
| 15 | Tyskland     | 2014 |
| 16 | Malaysia     | 2014 |
| 17 | TT Assen     | 2015 |
| 18 | Japan        | 2015 |
| 19 | Österrike    | 2016 |
| 20 | San Marino   | 2016 |
| 21 | Malaysia     | 2016 |
| 22 | Spanien      | 2017 |
| 23 | Aragonien    | 2017 |

| Nr | Grand Prix     | År   |
| -- | -------------- | ---- |
| 1  | Qatar          | 2008 |
| 2  | Spanien        | 2008 |
| 3  | Portugal       | 2008 |
| 4  | Japan          | 2008 |
| 5  | Spanien        | 2009 |
| 6  | Italien        | 2009 |
| 7  | Katalonien     | 2009 |
| 8  | USA            | 2009 |
| 9  | Portugal       | 2009 |
| 10 | Storbritannien | 2010 |
| 11 | TT Assen       | 2010 |
| 12 | Katalonien     | 2010 |
| 13 | Tyskland       | 2010 |
| 14 | USA            | 2010 |
| 15 | Sepang         | 2010 |
| 16 | Portugal       | 2010 |
| 17 | Portugal       | 2011 |
| 18 | USA            | 2011 |
| 19 | Qatar          | 2012 |
| 20 | Spanien        | 2012 |
| 21 | USA            | 2012 |
| 22 | Tjeckien       | 2012 |
| 23 | Aragonien      | 2012 |
| 24 | Japan          | 2012 |
| 25 | Malaysia       | 2012 |
| 26 | Qatar          | 2013 |
| 27 | Spanien        | 2013 |
| 28 | Australien     | 2013 |
| 29 | Japan          | 2013 |
| 30 | San Marino     | 2014 |
| 31 | Spanien        | 2015 |
| 32 | Tjeckien       | 2015 |
| 33 | San Marino     | 2015 |
| 34 | Japan          | 2015 |
| 35 | Valencia       | 2015 |
| 36 | Qatar          | 2016 |
| 37 | Frankrike      | 2016 |
| 38 | San Marino     | 2016 |
| 39 | Valencia       | 2016 |
| 40 | Katalonien     | 2018 |
| 41 | Storbritannien | 2018 |
| 42 | San Marino     | 2018 |
| 43 | Aragonien      | 2018 |

| Nr | Grand Prix     | År   |
| -- | -------------- | ---- |
| 1  | Portugal       | 2008 |
| 2  | Japan          | 2009 |
| 3  | Storbritannien | 2009 |
| 4  | Tjeckien       | 2009 |
| 5  | Indianapolis   | 2009 |
| 6  | Frankrike      | 2010 |
| 7  | Storbritannien | 2010 |
| 8  | Tjeckien       | 2010 |
| 9  | Portugal       | 2010 |
| 10 | Italien        | 2011 |
| 11 | San Marino     | 2011 |
| 12 | Portugal       | 2012 |
| 13 | Katalonien     | 2012 |
| 14 | Storbritannien | 2012 |
| 15 | Tjeckien       | 2012 |
| 16 | San Marino     | 2012 |
| 17 | Spanien        | 2013 |
| 18 | Australien     | 2013 |
| 19 | Aragonien      | 2014 |
| 20 | Japan          | 2014 |
| 21 | Spanien        | 2015 |
| 22 | San Marino     | 2015 |
| 23 | Aragonien      | 2015 |
| 24 | Japan          | 2015 |
| 25 | Malaysia       | 2015 |
| 26 | Valencia       | 2015 |
| 27 | Qatar          | 2016 |
| 28 | Katalonien     | 2018 |
| 29 | Tjeckien       | 2018 |

## Segrar 250GP
| Nr | Grand Prix     | År   |
| -- | -------------- | ---- |
| 1  | Spanien        | 2006 |
| 2  | Qatar          | 2006 |
| 3  | Italien        | 2006 |
| 4  | Holland        | 2006 |
| 5  | Storbritannien | 2006 |
| 6  | Tjeckien       | 2006 |
| 7  | Malaysia       | 2006 |
| 8  | Australien     | 2006 |
| 9  | Qatar          | 2007 |
| 10 | Spanien        | 2007 |
| 11 | Kina           | 2007 |
| 12 | Frankrike      | 2007 |
| 13 | Katalonien     | 2007 |
| 14 | Holland        | 2007 |
| 15 | Tjeckien       | 2007 |
| 16 | San Marino     | 2007 |
| 17 | Australien     | 2007 |

## Segrar 125GP
| Nr | Grand Prix | År   |
| -- | ---------- | ---- |
| 1  | Brasilien  | 2003 |
| 2  | Holland    | 2004 |
| 3  | Tjeckien   | 2004 |
| 4  | Qatar      | 2004 |